# Lena Santesson-Carlson
Lena Ninnan Santesson-Carlsson, född 29 december 1918 i Stockholm, död 1997 i Målsryd, Västergötland, var en svensk målare och tecknare.
Hon var dotter till Engelbert Bertel-Nordström och Ninnan Santesson  och från 1939 gift med läroverksadjunkten Esbjörn Carlson. Santesson-Carlsson studerade vid Konstgillets målarskola i Borås och för André Lhote och vid Académie de la Grande Chaumière i Paris under flera omgångar 1947–1953. Hon ställde ut separat på ett flertal platser i landet och tillsammans med Carl-Herman Runnström ställde hon ut i Borås 1960 och tillsammans med Bengt Delefors ställde hon på Gullhögen i Västergötland 1965. Hon medverkade i Nationalmuseums utställning Unga tecknare 1949–1950 och hon medverkade i samlingsutställningar arrangerade av Sveriges allmänna konstförening, Borås konstförening och Sjuhäradsbygdens konstförening. Hon tilldelades Konstakademiens stora arbetsstipendium. Hennes konst består av porträtt, landskap utförda i pastell, olja eller i form av teckningar. Santesson-Carlsson finns representerad vid Moderna museet i Stockholm och Göteborgs konstmuseum.